# Salix erioclada
Salix erioclada là một loài thực vật có hoa trong họ Liễu. Loài này được H. Lév. & Vaniot miêu tả khoa học đầu tiên năm 1906.